# Agathe Aëms
Pour les articles homonymes, voir Daems.
 (octobre 2014).
Agathe Aëms, née Claude Marguerite Françoise Daëms, est une actrice franco-belge née le 13 octobre 1944 dans le 9e arrondissement de Paris.

## Biographie
Fille de Maurice Daëms et d'Edwige Dupret, petite-fille de Jean Daëms et de Marguerite Fournier.
Sœur de la comédienne Marie Daëms, son aînée de seize ans, elle a trois autres frères et sœurs. Elle débute comme mannequin et signe un contrat d'un an avec une agence à New York.
Elle a été mariée à Lucien Morisse de 1962 à 1970, ils ont deux filles, Caroline et Emmanuelle. Lucien Morisse s'est suicidé, à l'âge de 41 ans, d'un coup d'arme à feu, le 11 septembre 1970, dans leur appartement du 7 rue d'Ankara à Paris. De sa relation avec Michel Lancelot (1938-1984), elle a une fille, Sandra, née le 22 novembre 1971. Elle épouse l'avocat Guy Danet (1933-2004) le 13 mars 1982.
L'actrice Eulalie Elsker l'incarne dans le film Dalida, avec Jean-Paul Rouve dans le rôle de Lucien Morisse.

## Filmographie
- 1962 : Les Petits Matins : Agathe